# Eleona
Eleona is een geslacht van kevers uit de familie bladkevers (Chrysomelidae).
De wetenschappelijke naam van het geslacht werd in 1902 gepubliceerd door Léon Marc Herminie Fairmaire.

## Soorten
- Eleona perrieri Fairmaire, 1902
- Eleona uniformis Bechyne, 1957